# اگرتس‌ویل (نیویورک)
اگرتس‌ویل (به انگلیسی: Eggertsville) یک منطقهٔ مسکونی در ایالات متحده آمریکا است که در شهرستان ایری، نیویورک واقع شده‌است. اگرتس‌ویل ۷٫۴ کیلومتر مربع مساحت و ۱۵٬۰۱۹ نفر جمعیت دارد و ۱۹۹٫۰۴ متر بالاتر از سطح دریا واقع شده‌است.